# Permanent Residence
Permanent Residence (永久 居留) è un film del 2009 diretto da Scud (nome d'arte di Danny Cheng Wan-Cheung).
La pellicola, che ha come protagonisti Sean Li e Osman Hung, esplora diversi temi tradizionalmente considerati "tabù" nella società civile di Hong Kong in un modo insolitamente aperto, sfidando le convenzioni e gli stereotipi di genere, presentando inoltre una nudità maschile frontale completa in diverse scene.
Si tratta del secondo di sette film sceneggiati e realizzati da Scud. Gli altri sei sono: City Without Baseball del 2008, Amphetamine del 2010, Love Actually ... Sucks! del 2011, Voyage (film) del 2013, Utopians del 2015 Thirty Years of Adonis del 2017. Il suo ottavo film intitolato Naked Nation è in fase di produzione nel 2018.

## Trama
Un giovane cinese cerca di instaurare una relazione a lungo termine con un amico eterosessuale. Quest'ultimo è consapevole della sua inclinazione, la accetta tranquillamente ed è felice di fare amicizia con lui, ma si dimostra invero molto riluttante ad esprimere un affetto aperto o a rimanere coinvolto emotivamente.

## Produzione
La pellicola esamina il limite della vita ed è il primo di una trilogia: il secondo, intitolato Amphetamine, esamina i limiti della passione; mentre il terzo, noto come Life of an Artist, esamina i limiti intrinseci dell'arte.
Amphetamine è stato proiettata al Festival internazionale del cinema di Berlino il 15 febbraio del 2010 oltre che a venire presentato all'"Hong Kong International Film Festival" il 6 di aprile seguente. Il terzo film invece non è ancora stato distribuito.
Nell'"album book" che accompagna il film il regista appare nudo mentre sostituisce Sean Li nelle foto nel tentativo di enfatizzare la natura semi-autobiografica della trama. I video pubblicitari che lo accompagnano includono anche la nudità integrale del modello cinese Byron Pang, che è stato un concorrente nel concorso per "Mr. Hong Kong" del 2005.
Il film è stato definito dai critici come perspicace e doloroso, in quanto riflette sulla natura sfuggente dell'amore e della mortalità.